# Hans Henny Jahnn
Hans Henny Jahnn (Stellingen, 17 december 1894 — Hamburg, 29 november 1959) was een Duits schrijver uit het expressionisme, en een orgelbouwer.

## Leven
Jahnn was de zoon van een scheepsbouwer uit Hamburg. Hij was een overtuigd pacifist; na beëindiging van zijn school in 1915 trok hij naar Noorwegen, om aan de Eerste Wereldoorlog te ontkomen. Vrijwel onmiddellijk na de oorlog keerde hij terug; hij was zeer sterk geïnteresseerd in kunst, muziek en mythologie. Zijn eerste toneelstuk, Pastor Ephraim Magnus, lokte in 1919 een groot schandaal uit: het stuk gaat onder andere over incest, atheïsme en zelfmoord, en heeft een priester als hoofdpersonage. Jahnn kreeg de reputatie een geperverteerde heiden te zijn; in 1920 richtte hij de Glaubensgemeinde Ugrino op, naar een fabelland waarover hij in zijn jeugd reeds geschreven had. Deze vereniging hield zich vooral met muziek bezig, en op initiatief van Jahnn werd het orgel van de Sint-Jacobskerk van Hamburg gered. Vanaf 1922 bouwde Jahnn ook zelf orgels: hij kreeg substantiële hulp van een aantal mecenassen, organiseerde workshops, toneelateliers en mystieke bijeenkomsten en publiceerde vele partituren, waaronder het volledige werk van Buxtehude en Scheidt. Hij ontwierp het orgel van de Hamburgse Sint-Pauluskerk en kocht een lap grond. 
Jahnns stukken vormden de bouwstenen van zijn eigen mensheidsvisie; zijn personages zijn irrationeel, handelen uit driften en zijn onderhevig aan een mystieke wetmatigheid. Seksualiteit, al dan niet homoseksueel, speelt in zijn werk een cruciale rol: de dierlijke drift van de mens biedt een tegengewicht tegen de ontmenselijking van de beschaving. Ook de relatie tussen mens en dier — paarden zijn prominent aanwezig — en de dunne scheiding tussen leven en dood vormen een belangrijk leidmotief. Jahnn geloofde in numerologie: zijn proza heeft een opzettelijk gecodeerde opbouw, waarin ook muzieknoten verwerkt zijn.
In 1933 werd Jahnn schrijfverbod opgelegd: voor de nazi's was hij decadent en een prediker van ontucht. Anderzijds veroordeelden conservatieve kringen zijn 'heidense' invloeden: Jahnn had een grote belangstelling voor de Germaanse mythologie. Hij vluchtte eerst naar Zwitserland, maar in 1934 vestigde hij zich op het eiland Bornholm, waar hij paarden kweekte en wetenschappelijk onderzoek naar de hormonen verrichtte. Hij bleef er wonen tot 1950. De Tweede Wereldoorlog maakte hem pessimistischer: hij geloofde niet meer dat de wereld te verbeteren viel; in plaats daarvan kon men slechts een zekere
harmonie nastreven. Zijn grote romantrilogie Fluß ohne Ufer, die een homo-erotische relatie als thema heeft, geldt als zijn hoofdwerk: het is een anti-civiliserend epos over de eenheid van de mens met de natuur, de vriendschap en de geslachtsdrift, de zaken die het leven volgens Jahnn gestalte geven. Het werk heeft een warrige structuur, met muzikale inlassingen, woordspelingen en andere tekstvormen die traditioneel als non-literair worden beschouwd.
Zijn toneelstukken, vol emotionele spanningen (al zij het met een niet altijd even duidelijke psychologische uitdieping), hebben Jahnns reputatie als 'onethisch' schrijver versterkt: zijn irrationele, gevoelsmatige ideeën, en interesse voor de Germaanse cultuur, konden in principe worden misbruikt door het nazisme, maar de themata die hij aansnijdt, vallen niet met de nazistische ideologie te rijmen. Jahnn schreef op het eind van zijn leven nog een toneelstuk over Thomas Chatterton, en daarnaast schreef hij essays over muziek en de gevaren van de moderniteit, in het bijzonder oorlog.
Hans Henny Jahnn is in zekere zin de expressionistische tegenhanger van Alfred Döblin: waar deze laatste de grootstad en de technologie behandelde, uitte de vooruitgang zich bij Jahnn in een radicale terugkeer naar het gevoel en de natuur.

## Werken
- 1919 Pastor Ephraim Magnus
- 1921 Die Krönung Richards III.
- 1922 Der Artzt, sein Weib, sein Sohn
- 1924 Der gestohlene Gott
- 1926 Medea (herwerkt 1959)
- 1929 Perrudja (roman, herwerkt 1959)
- 1931 Straßenecke. Ein Ort, eine Handlung
- 1931 Neuer Lübecker Totentanz
- 1933 Armut, Reichtum, Mensch und Tier (herwerkt 1948)
- 1949 Das Holzschiff (eerste deel van Fluß ohne Ufer)
- 1950 Die Niederschrift des Gustav Anias Horn, nachdem er neunundvierzig Jahre alt geworden war (tweede deel van Fluß ohne Ufer)
- 1952 Spur des dunklen Engels
- 1956 Thomas Chatterton
- 1956 Die Nacht aus Blei
- 1956 Der Dichter im Atomzeitalter (verhandeling)
- 1961 Epilog (derde deel van Fluß ohne Ufer)

- Bibsys: 90067433
- Biblioteca Nacional de España: XX1088534
- Bibliothèque nationale de France: cb12281947t (data)
- CiNii: DA02290364
- Digitale Bibliotheek voor de Nederlandse Letteren: jahn001
- Gemeinsame Normdatei: 118556673
- International Standard Name Identifier: 0000 0001 2139 4879
- Library of Congress Control Number: n82053106
- Nationale Bibliotheek van Letland: 000077449
- MusicBrainz: ca7f9494-4084-497a-884b-68a13d9afbce
- Bibliotheek van het Japanse parlement: 00444468
- Nationale Bibliotheek van Tsjechië: ola2001100278
- Nationale bibliotheek van Australië: 36068306
- Nationale Bibliotheek van Israël: 987007276719205171
- Nationale Bibliotheek van Polen: a0000001111662
- Nederlandse Thesaurus van Auteursnamen: 070586403
- Istituto Centrale per il Catalogo Unico: SBLV128618
- LIBRIS: 191402
- Système universitaire de documentation: 027399567
- Trove: 1206028
- Union List of Artist Names: 500253401
- Virtual International Authority File: 73915011
- WorldCat: E39PBJfGWWc8KjDYXvjMttv4MP

Jürgen Ahrend · Johann Bätz · Heinrich Andreas Contius · Familie Gilman · Friedrich Fleiter · Carl Frei · Heinrich Hermann Freytag · Joseph Gabler · Rudolf Garrels · Gottfried Silbermann · Gerhard Grenzing · Albertus Antoni Hinsz · Bartelt Immer · Hans Henny Jahnn · Ludwig König · Hinrich Just Müller · Christian Müller · Carl Friedrich August Naber · Paul Peuerl · Georg Heinrich Quellhorst · Joachim Richborn · Arnold Rohlfs · Conradus Ruprecht II · A. Ruth und Sohn · Wilhelm Rütter · Arp Schnitger · Hans Wolff Schonat · Ernst Seifert · Andreas Silbermann · Friedrich Stellwagen · Johannes Stephanus Strümphler · Hans Suys · Johannes Wilhelmus Timpe · Welte-Mignon · Johann Friedrich Wenthin · Christian Gottlieb Friedrich Witte